# Kylie Christmas
Kylie Christmas je třinácté studiové album a první vánoční album australské zpěvačky Kylie Minogue, vydané 13. listopadu 2015 hudebním vydavatelstvím Parlophone.

## Seznam skladeb
| Pořadí | Název                                               | Autor                                            | Délka |
| ------ | --------------------------------------------------- | ------------------------------------------------ | ----- |
| 1.     | It's the Most Wonderful Time of the Year            | Edward Pola, George Wyle                         | 2:44  |
| 2.     | Santa Claus Is Coming to Town (feat. Frank Sinatra) | John Frederick Coots, Haven Gillespie            | 2:15  |
| 3.     | Winter Wonderland                                   | Felix Bernard, Richard B. Smith                  | 1:53  |
| 4.     | Christmas Wrapping (feat. Iggy Pop)                 | Chris Butler                                     | 5:05  |
| 5.     | Only You (feat. James Corden)                       | Vincent Clarke                                   | 3:05  |
| 6.     | I'm Gonna Be Warm This Winter                       | Hank Hunter, Mark Barkan                         | 2:29  |
| 7.     | Every Day's Like Christmas                          | Mikkel Eriksen, Tor Erik Hermansen, Chris Martin | 4:13  |
| 8.     | Let It Snow                                         | Sammy Cahn, Jule Styne                           | 1:56  |
| 9.     | White December                                      | Kylie Minogue, Karen Poole, Matt Prime           | 3:07  |
| 10.    | 2000 Miles                                          | Chrissie Hynde                                   | 3:34  |
| 11.    | Santa Baby                                          | Joan Javits, Philip Springer, Tony Springer      | 3:22  |
| 12.    | Christmas Isn't Christmas 'Til You Get Here         | Minogue, Anderson, Poole                         | 3:03  |
| 13.    | Have Yourself a Merry Little Christmas              | Hugh Martin, Ralph Blane                         | 3:22  |